# Louise Currie
Louise Currie (Oklahoma City, 7 april 1913 – Santa Monica, 8 september 2013) was een Amerikaans actrice.

## Biografie
Currie werd geboren als Louise Gunter, maar nam als artiestennaam de naam van haar moeder aan. Ze studeerde onder meer aan de dramaschool van Max Reinhardt, waar haar acteertalent werd opgemerkt. Haar filmcarrière startte in 1940 met Billy The Kid Outlawed. In 1941 speelde ze een hoofdrol in de twaalfdelige reeks Adventures of Captain Marvel. In datzelfde jaar had ze een kleine rol in de filmklassieker Citizen Kane. In 1944 speelde ze in Million Dollar Kid. In 1956 stopte ze met acteren. Currie was gehuwd met John Good van 1948 tot zijn dood in 1996. In 2002 trouwde ze met Grover Asmus, de weduwnaar van actrice Donna Reed.
Ze overleed op 100-jarige leeftijd.